# Morpheus Descends
Morpheus Descends ist eine Death-Metal-Band aus Middletown im US-Bundesstaat New York. Sie spielen den für New York typischen New York Death Metal, der mit leichten Doom-Metal-Elementen versehen ist. Gitarrist Guy Marchais ist neben seiner Arbeit bei „Morpheus Descends“ auch bei „Suffocation“ aktiv.

## Bandgeschichte
Die Band wurde am 31. Oktober 1990 gegründet. Das Line-Up bestand damals aus Bassist Ken Faggio, Schlagzeuger Sam Inzerra, Sänger Craig Campbell dem Gitarristen Rob Yench und Steve Hanson. Zu den frühen musikalischen Einflüssen der Band gehörten Napalm Death, Black Sabbath, Death und Morbid Angel. 1991 nahm die Band ihr erstes Demotape mit dem Titel Accelerated Decrepitude auf, das Songs enthielt, die später als 7"-Album unter dem Titel Adipocere 1992 über Seraphic Decay Records wiederveröffentlicht wurden.
Die Gruppe wurde 1992 von JL America unter Vertrag genommen und veröffentlichte im selben Jahr ihr erstes Full-Length-Album Ritual of Infinity. Das Album, das aus Songs bestand, die während verschiedener Sessions aufgenommen wurden, wurde unter dem Namen Morpheus Descends veröffentlicht, die erste Aufnahme der Gruppe, die unter diesem Namen veröffentlicht wurde, und war auch die erste Aufnahme der Gruppe mit dem Sänger Jeff Riemer, der der Gruppe nach Campbells Ausstieg beigetreten war. Laut Yench erfolgte die plötzliche Namensänderung auf Wunsch von JL America, da bereits eine elektronische Gruppe mit dem Namen Morpheus existierte. Die anschließende Tournee für das Album wurde von der Band selbst finanziert und gebucht.
1994 veröffentlichte die Gruppe das Extended Play Chronicles of the Shadowed Ones, das Yench als "viel dunkler und doomiger" beschrieb. Chronicles of the Shadowed Ones ist die einzige Veröffentlichung der Gruppe mit dem Gitarristen Bryan Johnston, der Steve Hanson ersetzte, als dieser die Gruppe nach der Veröffentlichung Ritual of Infinity verließ. Es ist auch das letzte Album der Gruppe, auf dem Sänger Jeff Riemer zu hören ist. 
1997 veröffentlichte die Gruppe ihr drittes Extended Play mit dem Titel The Horror of the Truth über Angel Dust Records. Die Gruppe löste sich schließlich 1998 aufgrund kreativer Differenzen, persönlicher Probleme und einem allgemeinen Mangel an Interesse an dem Projekt auf.

## Diskografie
- 1991: Adipocere (Single-EP)
- 1991: Accelerated Decrepitude (Demo)
- 1992: Corpse Under Glass (Demo)
- 1992: Ritual of Infinity
- 1994: Cairn of Dumitru (Sampler-EP-Beitrag)
- 1994: Chronicles of the Shadowed Ones
- 1997: The Horror of the Truth (7″)
- 2005: Ritual of Infinity Adipocere (Wiederveröffentlichung des Debüts und der ersten EP)